# カステニェーロ
カステニェーロ（伊: Castegnero）は、イタリア共和国ヴェネト州ヴィチェンツァ県にある、人口約2,800人の基礎自治体（コムーネ）。

## 地理

### 位置・広がり

#### 隣接コムーネ
隣接するコムーネは以下の通り。
- アルクニャーノ
- ロンガーレ
- モンテガルデッラ
- ナント

### 気候分類・地震分類
気候分類では、zona E, 2304 GGに分類される。
また、イタリアの地震リスク階級 (it) では、zona 3 (sismicità bassa) に分類される。

## 行政

### 分離集落
カステニェーロには、以下の分離集落（フラツィオーネ）がある。
- Castegnero, Ponte di Castegnero (sede comunale), Villaganzerla